# Richard Tölle
Richard Alwin Tölle (* 25. Juli 1899 in 
Hannoversch Münden; † 1968) war ein deutscher Politiker (KPD) und Abgeordneter des Provinziallandtages der preußischen Provinz Hessen-Nassau.

## Leben
Richard Tölle war der Sohn des Maschinisten Heinrich Louis Tölle und dessen Ehefrau Louise Wilhelmine Bührmann. Nach seiner Schulausbildung ging er zur Binnenschifferei, arbeitete als Kellner in Kassel und engagierte sich politisch. Er war 1923 und von 1928 bis 1933 Mitglied der Kommunistischen Partei Deutschlands. 1928 wurde er auch in der Roten Hilfe aktiv und war ab 1931 Kassierer bei der KPD-Bezirksleitung Kassel.
Wegen seiner Aktivitäten tauchte er vor den Nazis unter, wurde aber am 11. Juni gefasst und verhaftet, in „Schutzhaft“ genommen und im KZ Breitenau interniert. Hier musste er bis zum 1. Oktober 1933 bleiben. Grundlage für diese Maßnahme waren die Bestimmungen des Ermächtigungsgesetzes.
1936 wurde er wegen aktiver Betätigung für die verbotene KPD zu einer Gefängnisstrafe von zweieinhalb Jahren verurteilt. Von November 1941 an lebte er in Thüringen. Über seinen weiteren Lebensweg gibt die Quellenlage keine Aufschlüsse.